# 海洋花園

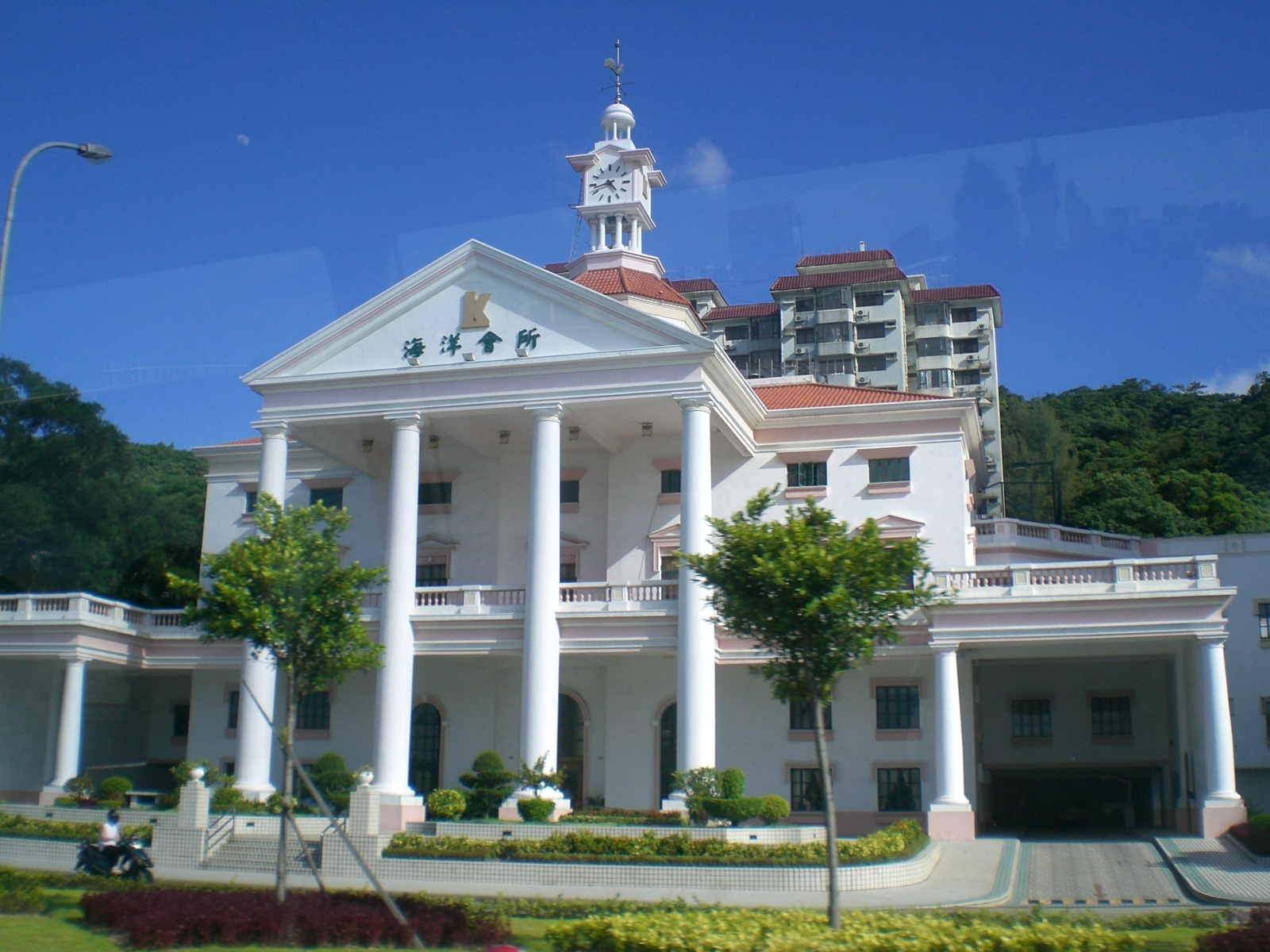
屋苑會所

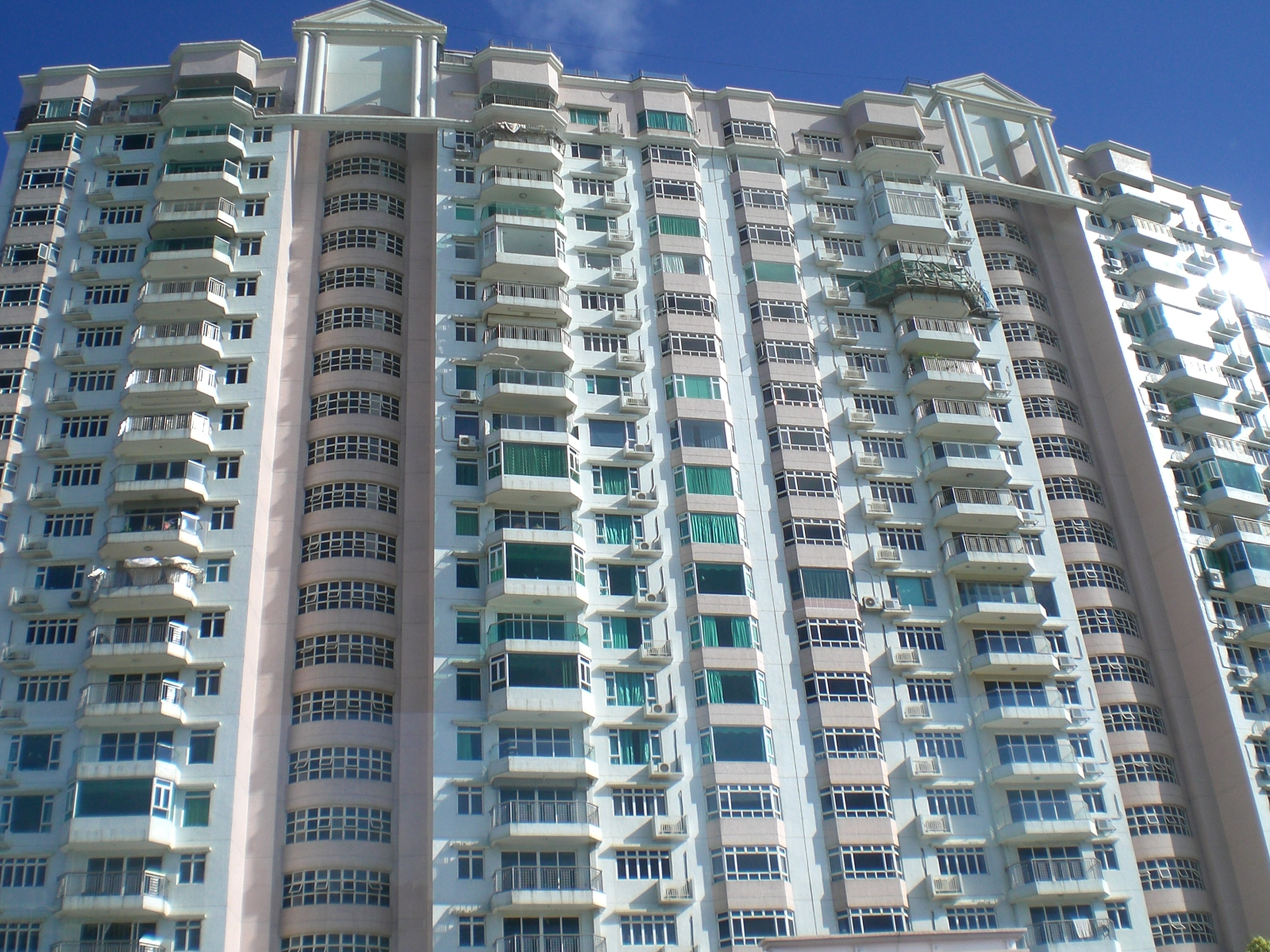
海洋花園臨海之單位

海洋花園（葡萄牙語：Jardins do Oceano）是澳門一個大型屋苑，位於氹仔西北部臨海，望西灣大橋海景，物業於1994年9月至2005年分階段落成入伙。海洋花園的發展商為金山發展有限公司，管理公司為海洋花園管理有限公司；由巴馬丹拿建築及工程師有限公司及李景勳·雷煥庭建築師事務所有限公司負責設計，全園佔地約19公頃，擁有34幢高層住宅及21座別墅式住宅。

## 主要建築
住宅大廈
慧苑
馥苑
松苑
栢苑
焜苑
明苑
桃苑 (查屋紙1991年)
李苑 (查屋紙1991年)
楊苑
榆苑 (查屋紙1996年)
桂苑 (查屋紙1996年)
樺苑
楠苑
海棠苑
海蘭苑
荷花苑 (查屋紙1996年)
杏花苑 (查屋紙1994年)
芙蓉苑 (查屋紙1994年)
牡丹苑
玫瑰苑
紫蘭苑 (查屋紙1996年)
紫鵑苑 (查屋紙1996年)
紫荊苑 (查屋紙1996年)
櫻花苑
麗花苑 (查屋紙1999年)
韾花苑 (查屋紙1999年)
百合苑-服務式住宅
紅梅苑 (查屋紙1998年)
紅桃苑
紅綿苑
翠菊苑（2005年入伙）
翠竹苑（2005年入伙）
雅蘭苑（2003年入伙）
玉蘭苑（2003年入伙）
玫瑰山莊第一期
玫瑰山莊第二期

## 設施

### 會所及大型商場
- 海洋會所
- 海洋廣場：包括新苗超級市場

### 政府設施
- 海濱公園
- 海洋花園衛生中心
- 澳門郵政海洋花園郵政分局

### 教育設施
- 培華中學

## 公共交通

### 公共巴士
T334 海洋花園／紫荊苑（Jardins do Oceano／Balhina Court）
路線：26、35、36、52、MT2、MT4、N5
T335 海洋廣場（Plaza Oceano）
路線：11、15、26、34、36、71、MT2、MT4、N5
T336 海洋花園瞭望台（Terraço Panorâmico dos Jardins do Oceano）
路線：15、34、35
T338 海洋花園衛生中心（Centro de Saude dos Jardins do Oceano）
路線：11、15、26、34、36、MT2、MT4、N5
T430 海洋花園／玫瑰苑（Jardins do Oceano／Rose Court）
路線：26、52、73、MT4、N2、N3
T431 西灣大橋／海洋大馬路（Ponte de Sai Van／Av. do Oceano）
路線：26、71、73、MT4、N2、N3

### 輕軌
█  氹仔線海洋站

## 外部鏈結
- 海洋花園 官方網址 （页面存档备份，存于）